# Estasànor
Estasànor (grec antic: Στασάνωρ, llatí: Stasanor) fou un militar i sàtrapa xipriota, nadiu de Solos, al servei d'Alexandre el Gran, probablement després del 333 aC.
Va adquirir una bona posició a l'exèrcit macedoni, i apareix per primer cop a la campanya de Bactriana quan Alexandre el va enviar a sotmetre a Arsames, el sàtrapa d'Aria. Unit a forces dirigides per Fraterfenes, va aconseguir la seva missió i es va reunir amb Alexandre a Zariaspa a la tardor del 328 aC, portant al mateix Arsames com a captiu, i també a Barzanes, que havia estat nomenat per Bessos de Bactriana com a sàtrapa de Pàrtia. Com a recompensa va obtenir la satrapia d'Aria, que després va canviar per la Drangiana que va conservar la resta del regnat d'Alexandre. Quan aquest tornava de l'Índia, fou rebut per Estasànor a Carmània amb un oportú subministrament de queviures i camells.
A la primera partició de províncies el 323 aC va aconseguir conservar Drangiana, però el 321 aC a la divisió de Triparadisos, aquesta satrapia va passar a Estasandre i ell va rebre les més importants de Bactriana i Sogdiana. Sembla que va restar tranquil en aquestes satrapies sense intervenir en els conflictes entre diàdocs; en el conflicte entre Èumenes de Càrdia i Antígon Monoftalmos romangué neutral però més aviat era favorable a Èumenes; tot i així com que gaudia de gran suport popular pel seu govern just i moderat, Antígon li va deixar el govern després de la batalla de Gabiene (316 aC). Ja no torna a ser esmentat.